# Grad Bunratty
Grad Bunratty (irsko Caisleán Bhun Raithe, kar pomeni 'grad ob ustju Ratty') je velik stolp iz 15. stoletja v grofiji Clare na Irskem. Stoji v središču vasi Bunratty (irsko Bun Ráite), ob cesti N18 med Limerickom in Ennisom, v bližini mesta Shannon in letališča. Grad in sosednji narodni park upravlja Shannon Heritage kot turistično znamenitost.

## Ime
Ime Bunratty, Bun Raite (ali morda Bun na Raite) v irskem jeziku pomeni 'rečna kotlina' reke Ratty. Reka teče mimo gradu v bližnji estuarij reke Shannon. 

## Zgodnje strukture
Prvo naselje je bilo morda tabor Nordijcev, omenja ga Kronika štirih mojstrov (Annals of the Four Masters) in naj bi ga leta 977 uničil Brian Boru. Po lokalnem izročilu je bil tak tabor na jugozahodu sedanjega gradu. Ker pa še ni bilo dejanskih ostankov te poselitve, natančen kraj ni znan in obstoj ni dokazan.
Okoli leta 1250 je angleški kralj Henrik III. podelil okrožje (cantred) Tradraighe (ali Tradree) Robertu Muscegrosu, ki je leta 1251 v kraljevem gozdu v Cratloeju posekal okoli 200 dreves. Lahko jih je uporabil za gradnjo mote, ki bi bil prvi grad v Bunrattyju, vendar spet natančen položaj ni znan. Poznejša omemba v državnih listinah iz leta 1253 daje Muscegrosu pravico do trga in letnega sejma v Bunrattyju. Zato se domneva, da je bila lokacija središče zgodnjega normanskega nadzora v jugovzhodnem Claru. Znanstveniki iz zgodnjega 19. stoletja so postavili strukturo severozahodno od sedanjega gradu. Ko je bil leta 1959 zgrajen hotel, je območje izkopaval John Hunt in razmišljal, da je to ostanek topa iz obdobja irskih konfederacijskih vojn.
Te posesti so bile kasneje vrnjene (ali jih je vzel) kralju Henriku III. in podeljene Thomasu De Claru, potomcu Strongbowa leta 1276. De Clare je zgradil prvo kamnito strukturo (drugi grad). Grad je bil zaseden od okoli leta 1278 do 1318 in sestavljen iz velikega samostojnega kamnitega stolpa z apneno belimi stenami. Stal je blizu  sedanjega gradu ali reke ali na prav tem kraju. V poznem 13. stoletju je imel Bunratty okoli 1000 prebivalcev. Grad je večkrat napadel O'Briens (ali O'Brians) s svojimi zavezniki. Leta 1284, medtem ko je bil De Clare v Angliji, je bil kraj zajet in uničen. Po njegovi vrnitvi je leta 1287 De Clare grad obnovil in okoli njega zgradil 130 m dolg obrambni jarek. Grad je bil ponovno napaden, vendar do leta 1318 ni bil osvojen. V tem obdobju je bila pri kraju Dysert O'Dei velika bitka v okviru irskih Bruceevih bitk, v kateri sta umrla Thomas De Clare in njegov sin Richard. Lady De Clare je pobegnila iz Bunrattyja v Limerick po požigu gradu in naselja. Družina De Clare se nikoli ni vrnila in sčasoma so se ostanki gradu spremenili v ruševine. Ker so bili kamni verjetno uporabljeni pri drugih lokalnih gradbenih delih, ni ostankov tega drugega gradu.
V 14. stoletju je bil Limerick pomembno pristanišče angleške krone. Za zaščito dostopa čez ustje reke Shannon proti napadom iz Irske je bil Bunratty ponovno zaseden. Leta 1353 je sir Thomas de Rokeby vodil angleško vojsko, da bi zasedel MacNamare in MacCarthyje. V Bunrattyju je bil zgrajen nov grad (tretji), vendar tudi njegova natančna lokacija ni znana. Ustno izročilo pravi, da je stal na kraju, na katerem je bil kasneje zgrajen grad Bunratty. Vendar pa je bila nova struktura komajda končana, ko so jo zajeli Irci. Listine kažejo, da je leta 1355 angleški kralj Edvard III. izpustil Thomasa Fitzjohna Fitzmaurica iz zapora v Limericku. Bil je obtožen, da je pustil, da je grad padel v roke Murtougha O'Briena, medtem ko je bil guverner Bunrattyja. 

## Sedanja stavba
Četrti, sedanji grad je zgradila družina MacNamara okoli 1425, morda Maccon Sioda MacNamara, vodja klana Cuilein (tj. MacNamaras). Umrl je, preden je grad dokončal njegov sin Sean Finn (umrl leta 1467). Približno leta 1500 je grad Bunratty prišel v roke O'Briensov (ali O'Brians), najmočnejšega klana v Münstru in kasneje Thomondskih grofov. Razširili so ga in je sčasoma postal njihov glavni sedež, ki so ga preselili iz Ennisa.
Leta 1558 je grad, ki je bil eden glavnih trdnjav Thomondskih grofov, zavzel Thomas Radclyffe, lordski poročnik Irske Donal O'Brien iz Duagha, zadnji kralj Thomondov (umrl leta 1579) in ga predal Donalovemu nečaku, Connorju O'Brienu. Donogh O'Brien, Conorjev sin, je morda premaknil sedež družine iz Clonroada (Ennis) v Bunratty. Na gradu je naredil različne izboljšave, tudi novo svinčeno streho.
Med konfederacijskimi vojnami, ki jih je sprožil irski upor leta 1641, je lord Forbes, ki je poveljeval silam angleškega dolgega parlamenta, dovolil tedanjemu lordu Barnabasu O'Brienu, da je leta 1646 zasedel Bunratty. Barnabas se ni želel pridružiti nobeni strani, rojalisti, uporniki in parlamentarci so se borili drug proti drugemu. Odšel je v Anglijo, kjer se je pridružil kralju Karlu. Obramba gradu, katerega položaj je omogočil tistim, ki so ga zadrževali, da blokirajo pomorski dostop do Limericka (ki so ga imeli konfederacijski privrženci) in reko Shannon, je bil v rokah admirala Penna, očeta Williama Penna, ustanovitelja Pensilvanije. Po dolgotrajnem obleganju so  zavzeli grad. Penn se je predal, vendar mu je bilo dovoljeno odpotovati v Kinsale. 
Barnabas O'Brien je umrl leta 1657, vendar je očitno dal grad v zakup nekemu "Johnu Cooperju", verjetno osebi, poročeni z Máire ní Mahon iz gradu Leamaneh, vdovi drugega O'Briena, Conorja (umrl 1651). Grad Bunratty je ostal v lasti O'Briensov in bil leta 1680 še vedno glavni sedež Thomondskih grofov. Leta 1712 je Henry VIII. in zadnji Thomondski grof (1688−1741) prodal grad Bunratty in 191 hektarjev zemljišča Thomasu Amoriju za 225 funtov in letno najemnino v višini 120 funtov. Amory je nato grad prodal Thomasu Studdertu, ki se je preselil okoli leta 1720. 
Družina Studdert je zapustila grad (pustila ga je v slabem stanju) in prebivala v udobnejši in sodobni sosednji hiši, ki so jo zgradili leta 1804. Razlogi za preselitev so bili povezani z družinskimi razmerami najstarejšega sina, ki se je poročil s svojo prvo sestrično. 
Grad je bil sredi 19. stoletja vojašnica Kraljeve irske policije. Leta 1894 je družina Studdert ponovno uporabila Bunratty kot sedež guvernerja Richarda Studderta . V poznem 19. stoletju se je zrušila streha Velike dvorane.
Leta 1956 je grad s pomočjo zavoda za javna dela kupil in obnovil 7. vikont Gort. [5] Grad je prekril in ga rešil pred porušitvijo. Leta 1960 so ga odprli za javnost, pohištvo, tapiserije in umetniška dela so iz okoli leta 1600. 

## Danes
Danes je grad pomembna turistična zanimivost skupaj z narodnim parkom. Grad in Bunratty House sta odprta za javnost. Znan je po svojih srednjeveških banketih, ki jih organizirajo od leta 1963, na katerih danes igrajo Bunratty Castle Entertainers. Narodni park Bunratty je muzej na prostem s približno 30 zgradbami, cerkvijo iz vasi Ardcroney, ki so jo sem preselili in ponovno odprli leta 1998.